# Acacia leptacantha
Acacia leptacantha é uma espécie de leguminosa do gênero Acacia, pertencente à família Fabaceae.